# Wapen van Zuidlaren

Wapen van Zuidlaren

Het wapen van Zuidlaren bestaat uit het gedeelde wapenschild van de voormalige gemeente Zuidlaren, oorspronkelijk een ontwerp van J.M.A. Wijnaendts van Resandt, later bewerkt door G.A. Bontekoe. De beschrijving luidt: 
"Doorsneden : I in goud een gekanteeld kasteel met drie torens en een deur in de middelste, alles van keel, de zijtorens ieder verlicht met een venster van sabel, II in sinopel een hollend paard van zilver, met hoofdstel, teugels en zadeldak van keel en met zadel, singels, stijgbeugelriemen en stijgbeugels van goud. Het schild gedekt met een gouden kroon van drie bladeren en twee paarlen; als schildhouders twee paarden van sabel."

## Geschiedenis
Het kasteel is een symbolische weergave van het huis Laarwoud dat eeuwenlang een belangrijke rol gespeeld heeft in de geschiedenis van Zuidlaren en de provincie Drenthe en was tot 1998 in gebruik als gemeentehuis. Het paard is een herinnering aan de paardenmarkt, die volgens de vroegst bekende datum al in 1232 werd gehouden. Voor 1947 was het wapen onofficieel in gebruik met de in Nederland niet in gebruik zijnde stedenkroon. De gemeente heeft vergeefs deze kroon officieel willen aanvragen. De kroon die uiteindelijk op het wapen kwam is een gravenkroon. Op 14 mei 1947 werd het wapen aan de gemeente verleend door prinses Juliana, regentes van het koninkrijk. In 1998 werd de gemeente opgeheven en toegevoegd aan de gemeente Tynaarlo. Het paard van Zuidlaren werd overgenomen in het nieuwe wapen van Tynaarlo.